# Mimudea ablactalis
Mimudea ablactalis är en fjärilsart som beskrevs av Walker 1859. Mimudea ablactalis ingår i släktet Mimudea och familjen Crambidae. Inga underarter finns listade i Catalogue of Life.